# سسیل شامیناد
سسیل لوئیز استفانی شامیناد (به فرانسوی: Cécile Louise Stéphanie Chaminade) آهنگساز و نوازنده پیانو اهل فرانسه در ۸ اوت ۱۸۵۷ در پاریس به دنیا آمد و در ۱۳ آوریل ۱۹۴۴ در مونته کارلو درگذشت.

## برخی از آثار
- سوئیت برای ارکستر
- ۲۰۰ قطعه برای پیانو
- کنسرتینو برای فلوت
- سه نوازی برای ویلن، ویلنسل و پیانو
- فهرست آثار

## رسانه و شنیدن آثار
- youtube